# نینمادا
نینمادا نامی بود که به دو خدای بین‌النهرینی اشاره می‌کرد، یک خدا و یک الهه.

## شخصیت
نام نینمادا در زبان سومری به معنای «سَرور سرزمین» یا «بانوی سرزمین» است. واژه نین از نظر گرامری خنثی است و هم در نام خداییان ماده (نینیسینا، نینکاسی، نینمنا) و هم نر (نینگیرسو، نینازو، نینگیشزیدا) دیده می‌شود. حدود چهل درصد از خداییان سومری آغازین چنین نام‌هایی داشتند (از جمله خدایان شهرها)، اما به جز آنها، خدمتکاران و فرزندان خداییان اصلی نیز این واژه را در نام خود داشتند.
به نظر جرمایا پیترسون، وضعیت نینمادا در جایگاه برادر نینازو ممکن است نشانه در ارتباط بودن او با جهان زیرین باشد. او همچنین یادآوری می‌کند در رونوشت‌های مختلف فهرست خدای نیپور، نینمادا جایگزین نینگیشزیدا می‌شود.

## ارتباط با سایر خدایان
نینازو برادر نینمادا بود.

## اساطیر
نینمادا در اسطوره چگونه غله به سومر آمد در کنار نینازو ظاهر می‌شود. در این مورد، او خدایی نر است. در این مورد او را خداییِ مذکر می‌دانند. در آغاز اسطوره، انلیل رشد دانه‌های تازه ایجاد شده را به کوههای دور شمالی محدود می‌کند. نینازو می‌خواهد آن را برای سومری‌های ساکن جنوب بیاورد. از آنجایی که او اجازهٔ این کار را ندارد، نینمادا به او توصیه می‌کند که از خدای خورشید اوتو کمک بخواهد، اما از آنجایی که بقیه روایت حفظ نشده است، معلوم نیست که او چگونه به آنها کمک کرده و محصول در نهایت از چه راهی به سومر رسیده است. فرانس ویگرمن خاطرنشان می‌کند که به نظر می‌رسد اطلاعات مربوط به غلات که در این اسطوره حفظ شده با نتایج باستان‌شناسانی مطابقت دارد، زیرا چنین فرض می‌شود که غلات و حبوبات خانگی‌شده از اصطلاحاً کناره‌های تپه‌ای اطراف منطقه به بین‌النهرین رسیده‌اند.
نینمادا به عنوان یکی از هفت یاور نینماه در اسطوره انکی و نینماه و در کنار نینیما، شوزیانا، نینشار، نینموگ، مومودو و نینیگینا ظاهر می‌شود. در این متن، همه آنها به عنوان الهه‌های خُردِ زایش درک می‌شوند. یاران نینماه را می‌توان مجموعاً شاسوراتو نامید. این اصطلاح از šassūru، «رحم»، مشتق شده که وام‌واژه‌ای سومری در اکدی است. در یک فهرست خدای اوگاریتی، آنها با هوتنا و هوتلورای هوریان و کوثرات محلی برابری می‌کنند. گروه دوم در ماری نیز شناخته می‌شد، جایی که نامشان Kûšarātum بود. نام آنها از ریشهٔ سامی کشر، «ماهر بودن»، گرفته شده است.